# Villarmentero de Campos
Villarmentero de Campos is een gemeente in de Spaanse provincie Palencia in de regio Castilië en León met een oppervlakte van 7,68 km². Villarmetero de Campos telt 20 inwoners (1 januari 2016).

## Demografische ontwikkeling
Bron: INE, 1857-2011: volkstellingen